# Lucihormetica tapurucuara
Lucihormetica tapurucuara es una especie de insecto blatodeo de la familia Blaberidae, subfamilia Blaberinae.

## Distribución geográfica
Se pueden encontrar en Brasil.

## Sinónimo
- Hormetica tapurucuara Rocha e Silva, 1979.